# Wolf Rudolf
Wolf Rudolf (Nagyvárad, 1951. május 7. – Kolozsvár, 2008. szeptember 9.) erdélyi magyar történész.

## Élete
Középiskolai tanulmányait Nagyváradon végezte (1970), ezt követően történelem szakos tanári diplomát szerzett a kolozsvári Babeș–Bolyai Tudományegyetem Történelem–Filozófia Karán (1971–1975). 1998-ban megvédett doktori disszertációjának témája az erdélyi sóbányászat az 1541–1691-es időszakban, részletei nyomtatásban is megjelentek.
1975–76-ban a Szilágy megyei Felsőszék, 1979-ig Szilágybagos általános iskoláiban, 1979-től Kolozsváron az 5. sz. Ipari Líceumban, 1990-től az Apáczai Csere János Elméleti Líceumban tanított, amelynek 1995-től haláláig igazgatója volt.
1994-től az EME Bölcsészet, Nyelv- és Történettudományi Szakosztályának titkára, a Babeș–Bolyai Tudományegyetem történelem szakos hallgatói számára több éven át tartott előadásokat óraadóként.

## Munkássága
Első szaktanulmányát az Acta Musei Porolissensis közölte 1981-ben, itt jelentek meg Szilágysomlyó és Kraszna 17–18. századi történetére vonatkozó további tanulmányai is. Tanulmányokat és recenziókat közölt még a Korunk, Erdélyi Híradó, Művelődés, Transylvanian Review, Acta Musei Napocensis, Napoca Universitară című folyóiratokban, továbbá több tanulmánykötetben, emlékkönyvben (Szilágysági magyarok. Bukarest 1981; Din istoria arhivelor ardelene. Kolozsvár 1995), emlékkönyvekben (Emlékkönyv Jakó Zsigmond születésének nyolcvanadik évfordulójára. Kolozsvár. 1996; Emlékkönyv Imreh István születésének nyolcvanadik évfordulójára. Uo. 1999; 
Omagiu profesorului Magyari András Emlékkönyv. Uo. 2002). Társszerkesztője a Kolozsvár 1000 éve című tanulmánykötetnek (uo. 2000), valamint az Apáczai Csere János Elméleti Líceum Évkönyvének (uo. 2003).
Tordai törvények a XVII. századból című dolgozata az EME 1991-ben meghirdetett honismereti pályázatán I. díjban részesült. Gondozta Torda város tanácsi jegyzőkönyveinek kiadását, és további dolgozatokat szentelt a város történetének (Ó- és Újtorda viszonya, az 1713-as összeírás).

### Önálló kötete
- Torda város tanácsi jegyzőkönyve. 1603–1678 (Kolozsvár 1993, Erdélyi Történelmi Adatok)